# Palais Caracciolo di Girifalco
Pour les articles homonymes, voir Caracciolo.
Le Palazzo Caracciolo di Girifalco est un palais du XVIIIe siècle de Naples, situé dans le quartier Avvocata, via Salvator Rosa.

## Histoire et description
Giuseppe Fiengo mentionne ce palais parmi ceux soumis à des travaux de consolidation et d'agrandissement au cours de la période de 1734-1735 après les dégâts du tremblement de terre de 1732, suggérant ainsi qu'un bâtiment  existait déjà sur le site. Il existe des documents de paiement datant de ces années où Francesco Ferro, au nom de Nicola Maria Caracciolo, duc de Girifalco, paya l'ingénieur Porpora et les maîtres d'œuvre Nicola Onorato et Domenico De Luca pour des travaux dans le palais. Roberto Pane avance une attribution à l'architecte Sanfelice, même s'il n'existe aucune preuve documentaire.
L'édifice peut être considéré comme l'un des plus particuliers du XVIIIe siècle napolitain. Il se caractérise par sa façade polygonale de trois étages (plus élévation) avec une base striée qui suit la courbe de la rue, à laquelle s'ajoute un fenêtre arquée caractéristique qui occupe deux étages au niveau du portail d'entrée. 
Le bâtiment a probablement déjà été transformé en copropriété au XIXe siècle et est resté depuis en bon état.